# Faf de Klerk
François „Faf“ de Klerk (* 19. října 1991, Nelspruit) je jihoafrický hráč rugby union (dvojnásobný mistr světa). Hraje na pozici mlýnové spojky v japonské lize za Yokohamu a za jihoafrickou ragbyovou reprezentaci. V roce 2023 byl třetím nejlépe placeným ragbistou světa.

## Klubová kariéra
De Klerk byl součástí týmu Lions pro sezonu 2014 v Super Rugby. Pro Currie Cup v roce 2016 se připojil k týmu Golden Lions. Před sezonou 2017/18 podepsal tříletou smlouvu se Sale Sharks v English Premiership. V roce 2020 se stal s tímto týmem vítězem Anglického poháru.Od roku 2022 hraje za Yokohamu v japonské lize.

## Reprezentační kariéra

### MS 2019
De Klerk byl součástí týmu pro Mistrovství světa v ragby 2019 hraném v Japonsku. Odehrál 2 zápasy v základní skupině. Ve čtvrtfinále proti domácímu Japonsku položil v 66. minutě pětku a v zápase byl vyhlášen hráčem utkání. De Klerk byl následně i v základní sestavě v semifinálovém i finálovém utkání. S jihoafrickou ragbyovou reprezentací se stal mistrem světa. Ve stejném roce dokázal s reprezentací vyhrát Championship, soutěž pro Nový Zéland, JAR, Austrálii a Argentinu. 

### MS 2023
Byl také součástí týmu pro Mistrovství světa v ragby 2023 hraném ve Francii. S jihoafrickou ragbyovou reprezentací se opět stal mistrem světa. Odehrál tři zápasy ve skupině a všechny zápasy v play-off.